# بولي بورلاند
بولي بورلاند (بالإنجليزية: Polly Borland)‏ هي مصورة أسترالية، ولدت في 1959 في ملبورن في أستراليا.

## وصلات خارجية
- الموقع الرسمي
- بولي بورلاند على موقع IMDb (الإنجليزية)